# Arlenzon Ucrós
Arlenzon Luis Ucrós Brito (Riohacha, Colombia, 21 de julio de 1992), conocido deportivamente como Arlenzon Ucrós, es un futbolista colombiano. Actualmente está sin equipo.

## Clubes
| Club                | País      | Año         |
| ------------------- | --------- | ----------- |
| Valledupar F. C.    | Colombia  | 2011 - 2014 |
| Cortuluá            | Colombia  | 2015 - 2016 |
| Real Cartagena      | Colombia  | 2017        |
| Llaneros de Guanare | Venezuela | 2019        |
| Cortuluá            | Colombia  | 2019 - 2020 |

## Estadísticas
| Club                            | Div                 | Temporada           | Liga  | Liga  | Copa Nacional | Copa Nacional | Copa Internacional | Copa Internacional | Total | Total |
| Club                            | Div                 | Temporada           | Part. | Goles | Part.         | Goles         | Part.              | Goles              | Part. | Goles |
| ------------------------------- | ------------------- | ------------------- | ----- | ----- | ------------- | ------------- | ------------------ | ------------------ | ----- | ----- |
| Valledupar F.C. · Colombia      | 2ª                  | 2011                | 2     | 0     | 0             | 0             | -                  | -                  | 2     | 0     |
| Valledupar F.C. · Colombia      | 2ª                  | 2012                | 11    | 1     | 7             | 0             | -                  | -                  | 18    | 1     |
| Valledupar F.C. · Colombia      | 2ª                  | 2013                | 15    | 0     | 9             | 0             | -                  | -                  | 24    | 0     |
| Valledupar F.C. · Colombia      | 2ª                  | 2014                | 18    | 2     | 8             | 0             | -                  | -                  | 26    | 1     |
| Valledupar F.C. · Colombia      | Total               | Total               | 46    | 3     | 24            | 0             | 0                  | 0                  | 70    | 3     |
| Cortuluá · Colombia             | 1ª                  | 2015                | 2     | 0     | 4             | 0             | -                  | -                  | 6     | 0     |
| Cortuluá · Colombia             | 1ª                  | 2016                | 6     | 0     | 2             | 0             | -                  | -                  | 8     | 0     |
| Cortuluá · Colombia             | Total               | Total               | 8     | 0     | 6             | 0             | 0                  | 0                  | 14    | 0     |
| Real Cartagena · Colombia       | 2ª                  | 2016                | 3     | 0     | 1             | 0             | -                  | -                  | 4     | 0     |
| Real Cartagena · Colombia       | Total               | Total               | 3     | 0     | 1             | 0             | 0                  | 0                  | 4     | 0     |
| Llaneros de Guanare · Venezuela | 1ª                  | 2019                | 2     | 1     | 0             | 0             | -                  | -                  | 2     | 1     |
| Llaneros de Guanare · Venezuela | Total               | Total               | 2     | 1     | 0             | 0             | 0                  | 0                  | 2     | 1     |
| Total en su carrera             | Total en su carrera | Total en su carrera | 59    | 4     | 31            | 1             | 0                  | 0                  | 90    | 5     |